# Ctenochira infans
Ctenochira infans är en stekelart som beskrevs av Henry Keith Townes, Jr. 1949. Ctenochira infans ingår i släktet Ctenochira och familjen brokparasitsteklar. Inga underarter finns listade i Catalogue of Life.